# 자넷 월도

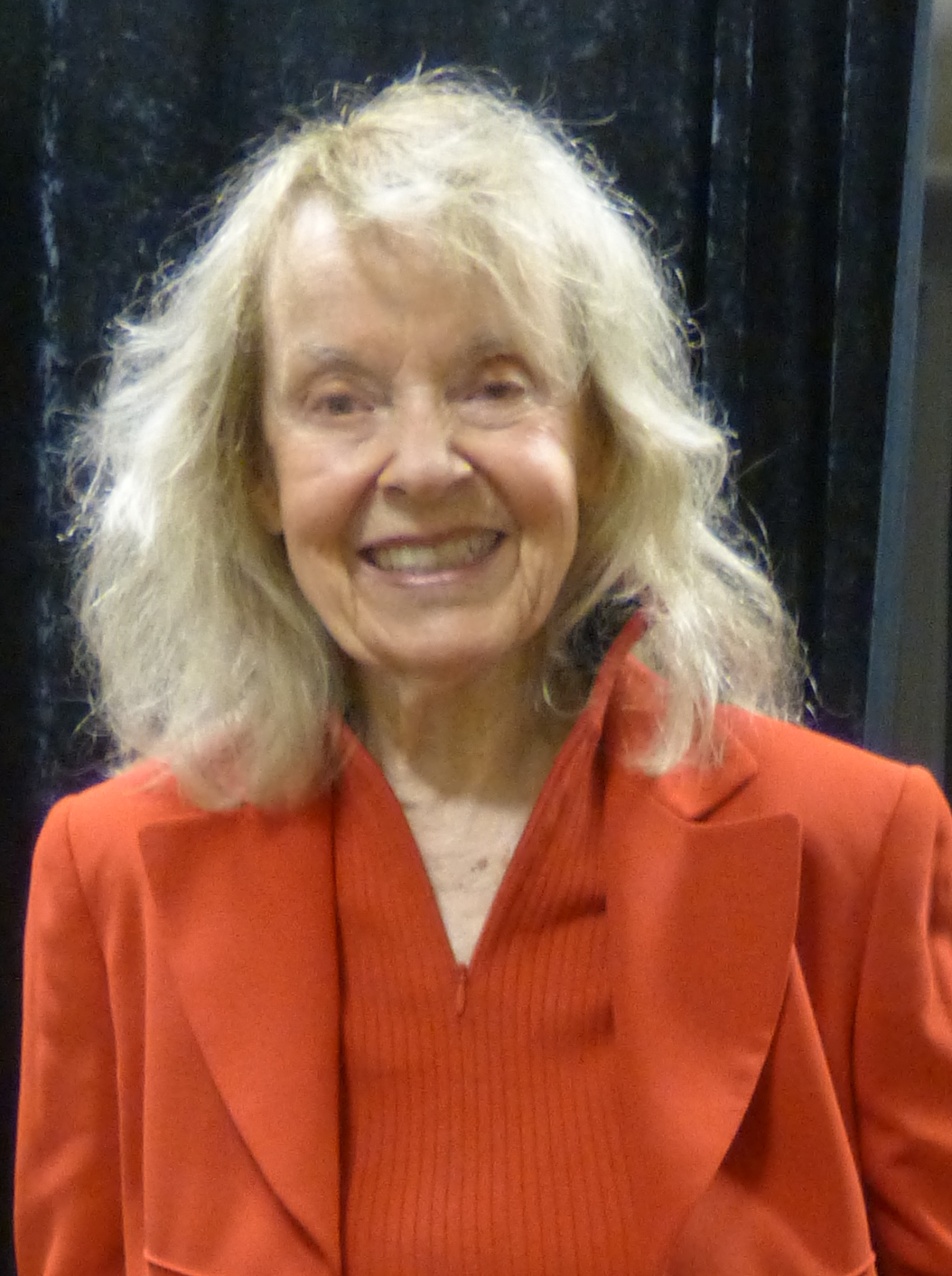

자넷 월도(Janet Waldo, 1919년 2월 4일 ~ 2016년 6월 12일)는 미국의 영화배우, 텔레비전 배우, 성우이다.
야키마에서 태어났으며 엔시노에서 사망하였다. 포리스트 론 메모리얼 파크에 매장되었다.

## 영화
- 날아라 삼총사 (1993년)
- 개구쟁이 스머프 (1981년)
- 판타스틱 플래닛 (1973년)
- 플린스톤이라 불리는 사나이 (1966년)
- 고인돌 가족 플린스톤 (1960년)
- 리듬 온 더 리버 (1940년)
- 이프 아이 해드 마이 웨이 (1940년)
- 애수 (1940년)
- 더 스타 메이커 (1939년)
- 파리 허니문 (1939년)
- 싱 유 시너스 (1938년)